# سلیمان زلدنراست
سلیمان زلدنراست (انگلیسی: Salomon Zeldenrust; ۱۷ فوریهٔ ۱۸۸۴ – ۲۰ ژوئیهٔ ۱۹۵۸) ورزشکار شمشیربازی اهل پادشاهی هلند بود.
وی در مسابقات کشوری و بین‌المللی در مجموع برندهٔ ۱ مدال برنز شده‌است.